# Time (álbum de Mercyful Fate)
Time es el cuarto álbum de estudio de Mercyful Fate lanzado en octubre de 1994 por Metal Blade Records.

## Lista de canciones
| Time  |                         |                              |          |  |
| N.º   | Título                  | Escritor(es)                 | Duración |  |
| 1.    | «Nightmare Be Thy Name» | Michael Denner, King Diamond | 3:27     |  |
| 2.    | «Angel Of Light»        | Diamond                      | 3:37     |  |
| 3.    | «Witches' Dance»        | Diamond                      | 4:47     |  |
| 4.    | «The Mad Arab»          | Hank Sherman                 | 4:42     |  |
| 5.    | «My Demon»              | Diamond                      | 4:42     |  |
| 6.    | «Time»                  | Diamond                      | 4:22     |  |
| 7.    | «The Preacher»          | H. Sherman                   | 3:29     |  |
| 8.    | «Lady In Black»         | Diamond                      | 3:49     |  |
| 9.    | «Mirror»                | Denner                       | 3:19     |  |
| 10.   | «The Afterlife»         | H. Sherman                   | 4:32     |  |
| 11.   | «Castillo Del Mortes»   | H. Sherman                   | 6:14     |  |
| 47:00 |                         |                              |          |  |

## Integrantes
- King Diamond - vocalista
- Hank Sherman - guitarrista
- Michael Denner - guitarrista
- Sharlee D'Angelo - bajista
- Snowy Shaw - baterista